# Synagogue de Rastatt (1906-1938)

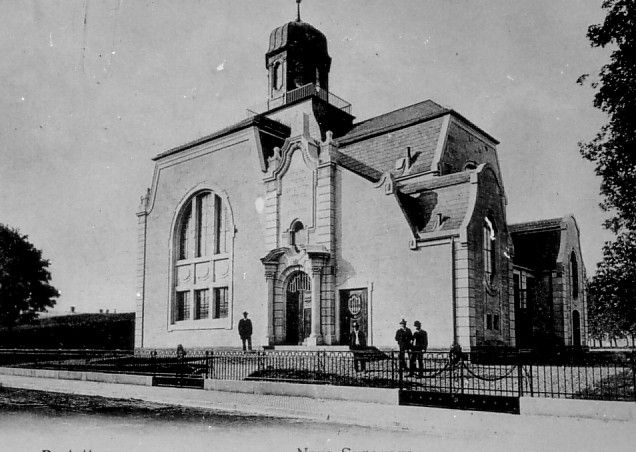
La synagogue de Rastatt vers 1910

La synagogue de Rastatt, inaugurée en 1906, a été détruite en 1938 lors de la nuit de Cristal comme la plupart des autres lieux de culte juif en Allemagne.
Rastatt est une petite ville allemande, chef-lieu de l'arrondissement de Rastatt, dans le district de Karlsruhe (Land de Bade-Wurtemberg) à environ 15 km au nord de Baden-Baden et 25 km au sud-ouest de Karlsruhe. Elle compte actuellement environ 47 600 habitants.

## Histoire de la communauté juive

### Au Moyen Âge
Des Juifs vivent au Moyen Âge dans la ville de Rastatt qui appartient au margraviat de Baden. En 1337-1338, ceux-ci sont persécutés. Aucun document ne permet d'attester de la présence de Juifs après cette date pendant plus de deux siècles.

### DuXVIeauXVIIIesiècle
La communauté moderne voit le jour aux XVIe et XVIIe siècles: En 1560, un document fait référence à deux Juifs de Rastatt, Samuel et Lebel. Puis en 1584 et de nouveau en 1615, les Juifs sont expulsés du margraviat de Baden.  Une nouvelle communauté est fondée en 1683 et en 1701 de même qu'en 1721, cinq familles juives résident à Rastatt. À la fin du XVIIe siècle, le Juif de cour, Mattityahu Schweitzer, est actif pour le compte de la communauté, et ses fils en deviennent les responsables. Dans les années 1770 et 1780, une imprimerie hébraïque fonctionne, dirigée par le rabbin Pelta Epstein de Bruchsal et par son beau-frère Hirsch Moses Wormser. Celle-ci sera ultérieurement transférée à Karlsruhe.
Lorsque le margrave Louis-Guillaume de Bade-Bade (1655-1707) fait construire sa résidence près de Rastatt, il confie à sa femme Sibylle Auguste (1675-1733) le soin de la terminer pendant ses absences en raison des guerres constantes qui l'obligent à séjourner pendant plusieurs années en Autriche: 
« ..la nouvelle résidence devait être équipée d'une chaussée pavée digne, dont le coût approximatif se chiffrait à 6 000 florins. Pour réunir cette somme, le gouvernement de la margravine-régente lui conseille une méthode spéciale, de faire payer par chaque famille juive résidente dans le margraviat, une somme d'argent de protection, chacune en fonction de ses avoirs. Le montant le plus faible payé était de 34 florins, et le plus élevé de 155 florins, les familles sans moyens étant exonérées. Les familles qui refusaient de payer leur contribution ont été expulsées du pays.

Les 6 000 florins n'ont toutefois pas suffi à achever le pavage. En 1750, une somme de 568 florins a donc été prélevée de la même manière chez les familles juives qui s'étaient établies depuis le premier règlement de 1721 »

### AuXIXeet auXXesiècleavant l'arrivée du nazisme
Au XIXe siècle, la population juive de la ville progresse rapidement, passant de 61 en 1834, à 89 en 1845, 158 en 1865 pour atteindre un maximum de 230 en 1875, sur un total de 12 219 habitants. À partir de cette date, la population juive de Rastatt va rester relativement stable, 227 Juifs en 1900, jusqu'à ce que l'émigration, principalement des jeunes, s'accélère après la Première Guerre mondiale.  
Le 31 octobre 1829 la première synagogue est inaugurée, située dans l'ancienne Hildastraße (aujourd'hui au 9 Ottersdorfer Straße). Le bâtiment est maintenant utilisé comme habitation.
En plus d'une synagogue, la communauté juive possède une école, au XIXe siècle uniquement religieuse, et un Mikvé (bain rituel). Au début, les morts sont enterrés au cimetière juif de Kuppenheim, puis à partir de 1881, dans le propre cimetière de la communauté à Rastatt. Pour les offices, un enseignant est embauché, qui sert aussi de Hazzan (chantre) et de Shohet (abatteur rituel). Pendant quarante ans, de 1883 jusqu'en 1923, Emanuel Mayersohn, occupera ce poste. En 1827, la communauté est rattachée au rabbinat régional de Bühl.
Depuis la seconde moitié du XIXe siècle, les habitants juifs de Rastatt participent pleinement au développement économique et industriel de la ville. En 1877, un Juif, Josef Altschul, est élu pour la première fois conseiller municipal de la ville. Jusqu'en 1933, il y aura toujours des résidents juifs membres du conseil municipal ou membres des associations locales.
En 1906 une nouvelle synagogue est inaugurée et en 1918, le Centralverein deutscher Staatsbürger jüdischen Glaubens (Union centrale des citoyens allemands de confession juive) ouvre un bureau à Rastatt puis en 1924, ce sera  l'Organisation sioniste.
En 1924, la communauté compte environ 200 membres soit 1,33 pour cent de la population totale de 15 000 habitants. Les responsables de la communauté sont Moritz Weil, Jonas Friedmann, Arnold Lion, Isak Wertheimer et Salo Bloch. L'enseignant, Hazzan et Shohet est Hermann Translateur. Il donne également des cours d'instruction religieuse dans plusieurs communautés environnantes.
En 1933, 155 personnes juives vivent encore à Rastatt. Elles possèdent de nombreux établissements commerciaux et industriels. Il y a deux médecins juifs, un avocat et l'auberge "Zum Wilden Mann» d'Isaac Wertheimer. Parmi les établissements, l'usine de tri de vieux chiffons de Richard Baer, la fabrique de carton  Dreyfuß & Roos, l'usine de chaussures S. Weil und Söhne OHG, la société de négoce de produits manufacturés d'Alfred Durlacher et de Julius Ettlinger, le grand-magasin des frères Knopf, les négoces de chevaux de  Salomon Kuppenheimer et  de Leopold et Alfred Loeb, le négoce de bétail de Sally Maier et Moritz Wertheimer, le grossiste en tabac Moritz Maier, propriété de  Joseph Julius Maier. En plus de nombreux commerçants sont juifs: on compte des commerces de détail d'huile et de vin, de tricot et fils, d'article de ménage et de quincaillerie, d'articles en cuir, de meubles, de chaussures, une chapellerie, une épicerie et une quincaillerie.

### La période nazie
Après l'arrivée au pouvoir des nazis en 1933, la situation des Juifs se dégrade rapidement. En raison du boycott économique, de la répression et de la privation des droits civiques et politiques, de nombreuses familles quittent la ville. De 1933 à 1940, les deux tiers de la population émigrent aux États-Unis, en France et en Palestine ou se réfugient dans les grandes villes allemandes.
Lors du pogrom de la nuit de Cristal, du 9 au 10 novembre 1938, la synagogue est incendiée et la majorité des maisons et des magasins appartenant à des Juifs sont pillés et détruits. Les hommes juifs sont arrêtés, transférés à la gare où ils doivent passer en courant entre deux rangées de militants nazis les frappant à la schlague, avant d'être déportés au camp de concentration de Dachau.
Après la destruction de la synagogue, les dernières réunions de la communauté juive se déroulent chez l'enseignant et Hazzan, Siegfried Simon. Le 22 octobre 1940, 30 habitants juifs de Rastatt sont déportés au camp de Gurs en France. Parmi eux, six décèderont à Gurs, et un au camp de Noé et un au camp de Rivesaltes à la suite des privations. Huit réussissent à s'évader. Les autres sont envoyés dans les camps d'extermination à l'est. Pendant la guerre, il ne reste alors plus à Rastatt, qu'une seule femme juive Mischling née d'un couple mixte juif et « aryen ».
Le mémorial de Yad Vashem à Jérusalem a identifié 51 victimes juives du nazisme, parmi les personnes nées à Rastatt ou ayant résidé longtemps dans la ville.
Seuls douze déportés de Rastatt reviendront des camps après la guerre. 

## Histoire de la synagogue

### Les salles de prière
Depuis 1720, les Juifs de Rastatt célèbrent leurs offices dans une petite salle de prière dans la maison de Daniel Kassel (Kusel), considéré comme le prévôt des Juifs et qui vit dans le centre-ville. À partir de 1724, le rabbin Isak est l'officiant à Rastatt et à Bühl.
Dans les années qui suivent, des débats parfois très violents sont organisés concernant la Judenschule (synagogue). Le gouvernement lui-même est entrainé dans la controverse. En 1741, il est indiqué que dans la Judenschule, « de façon répétée, il y a eu des cris et des disputes terribles  et déplorables avec probablement de façon réciproque des engueulades et des coups ». Les fils de Daniel Kassel et le Juif Vola sont considérés comme les principaux responsables. Le margrave Louis-Georges de Bade-Bade (1702-1761) décide alors que la salle de prière ne sera plus dorénavant en ville, mais dans la banlieue, par delà le pont, c'est-à-dire de l'autre côté de la Murg. Daniel Kassel est autorisé à garder sa maison, mais interdiction d'y célébrer des offices. Les fauteurs des troubles doivent en plus payer une amende.
Le grand-bailli de Rastatt, von Lassolaye, durcit la punition et interdit aux communautés de Rastatt et de Kuppenheim, les offices dans une maison ainsi que la construction d'une synagogue dans la banlieue. Il faudra attendre quelques décennies pour qu'une synagogue soit érigée de l'autre côté du pont.
Après quelques années, une salle de prière est de nouveau installée dans une maison juive. Au début du XIXe siècle, elle se trouve dans la maison du président de la communauté, Löb Simson Altschul, propriétaire de l'auberge  Zum goldenen Rössle.

### La première synagogue
Vers 1825, la communauté envisage l'édification d'une synagogue dans la banlieue Augusta. Avec seulement 61 membres, la petite communauté est confrontée à de nombreuses difficultés pour gérer le projet. Cependant, celle-ci réussit, après deux années de travaux préparatoires, à obtenir le financement, sur la base d'une répartition équitable entre tous ses membres. La synagogue est construite dans l'ancienne Hildastrasse (actuellement le bâtiment du 9 Ottersdorfer Strasse). Le 31 octobre 1829, le bâtiment est inauguré par Karl Rehfuß, le prédicateur et enseignant de la communauté juive d'Heidelberg.
En 1859, la synagogue est rénovée. Le nombre de membres de la communauté juive a presque doublé depuis 1825. Lors de la rénovation, le pupitre mobile existant est supprimé, et des sièges ainsi que des bancs pour le chœur sont ajoutés. Le 12 et 13 août 1859 (Chabbat Na'Hamou), la synagogue est rouverte. Le sermon est prononcé par le rabbin du district, Leopold Schott de Bühl en présence du président de la communauté, M.. Hirsch Loew, du gérant municipal, M. ; Scheible, du bourgmestre, Dr.Hammer, et de l'archidiacre Buchdunger. Le  Allgemeine Zeitung für das Judentum dans son article décrivant la cérémonie, souligne dans la façon emphatique de l'époque, la bonne entente avec la population chrétienne : 
«  La population locale est d'environ 12 000 âmes, dont la moitié provient de la garnison de la forteresse fédérale, la communauté juive se compose de seulement 15 familles et est donc une minorité des plus modestes. Mais grande est la bienveillance dont elle jouit de la part de toute la population, et surtout de la part des autorités locales. Ainsi les pauvres israélites, comme les chrétiens  reçoivent un soutien régulier de la caisse pour les pauvres de la ville, de même l'école israélite, qui est la seule école religieuse, reçoit annuellement  une corde et demi de bois de la forêt communale, et pareillement, l'enseignant reçoit une corde et demi pour son usage personnel.

Bien que cela indique déjà l'esprit  de véritable affection et de véritable évolution qui anime la communauté chrétienne et notamment ses dirigeants éclairés, il y a eu cependant récemment une démonstration encore plus élevée dans le sens noble du terme, qui mérite la plus large diffusion possible : la communauté israélite locale a restauré sa synagogue et a ajouté des sièges et des bancs pour le chœur afin d'améliorer la tenue des offices. Elle a reçu à cette occasion, la preuve de la bienveillance la plus encourageante de la population chrétienne, notamment comme cadeau, de la part d'un commerçant un très beau tapis de table (Choulhan) et de la part des autorités locales une contribution de 250 florins de la caisse municipale ; ceci est malheureusement une munificence qui se trouve peut-être unique en son genre. »

### La nouvelle synagogue
En raison de l'augmentation de la population juive au cours du XIXe siècle pour atteindre 227 membres en 1900, la synagogue est dès les années 1890 considérée comme beaucoup trop petite. Aussi, des défauts structurels sont apparus, rendant toute extension très onéreuse.
Plusieurs années sont nécessaires à Simon Altschul, ancien président de la communauté (de 1875 à 1899) pour envisager la construction d'une nouvelle synagogue. Le 16 octobre 1904, la communauté approuve les plans de l'architecte, professeur Ludwig Levy de Karlsruhe. La synagogue doit être construite à l'emplacement des anciens remparts du bastion XII, sur le Leopoldsring, en face de la prison (terrain municipal de la forteresse près de la Ottersdorfer Tor). Le conseil municipal de Rastatt a fourni gratuitement le terrain à bâtir.
Le professeur Levy est un architecte connu pour ses constructions modernes. Il a entre autres construit dans des styles très différents, plusieurs synagogues dont celle de Pforzheim et celle de Baden-Baden. Le financement provient des contributions des membres de la communauté et de la vente prévue de l'ancienne synagogue.
Le 14 octobre 1905, a lieu la pose de la première pierre en présence du rabbin du district, Dr. Baruch Mayer, de Bühl:  
« Malgré la pluie, s'étaient  rassemblés sur le site de la synagogue, en plus des membres de la communauté juive: un représentant du conseil supérieur du grand-duc, les doyens du district de Karlsruhe et de Bühl, l'architecte directeur des travaux, le conseiller grand-ducal du district, le bourgmestre, les membres du conseil municipal et du comité des citoyens, et de nombreux habitants de la ville. Le président de la communauté israélite, Moritz Weil, après avoir accueilli les personnes présentes, demande au rabbin du district, Dr. Mayer, de Bü hl, de consacrer la première pierre, et de donner les trois premiers coups de marteau. D'autres coups de marteau sont donnés par le rabbin de Karlsruhe, Dr. Appel, par les deux doyens du district, par l'architecte directeur des travaux, Hofrat Levy, par le conseiller privé du gouverneur, M.. Frech, par le bourgmestre, Bräunig, les membres du conseil de la synagogue, ainsi que par les anciens de la communauté et les plus jeunes enfants de l'école. La cérémonie se termine avec la bénédiction, et tout le monde se réunit pour continuer la fête dans la salle "Zur Linde"….

Au télégramme d'attachement envoyé au grand-duc de Bade, celui-ci a répondu par un télégramme plein de bienveillance: "Mr Moritz Weill: je me réjouis du rassemblement festif organisé pour la pose de la première pierre. Pour cette célébration, mes bien amicales pensées. Frédéric, Grand-Duc." »

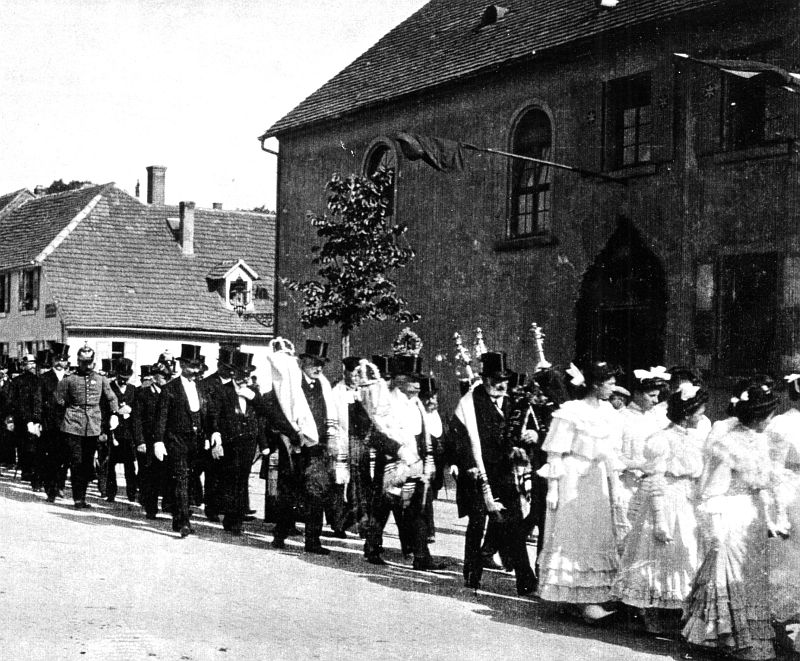
L'inauguration de la nouvelle synagogue en 1906. À l'arrière plan, l'ancienne synagogue

L'inauguration de la nouvelle synagogue a lieu le 11 septembre 1906, en présence de l'ensemble de la population de la ville:   
« Nos concitoyens israélites ont célébré hier la cérémonie d'ouverture de la synagogue nouvellement construite. La ville resplendissait dans une parure de drapeaux et le ciel lui faisait un visage amical. Beaucoup d'invités étaient arrivés de l'extérieur de la ville et aussi de Rastatt, représentant toutes les classes sociales et professionnelles.

La célébration a débuté l'après-midi à 3h et demi, avec un office d'adieu dans l'ancienne synagogue. Précédé d'un orchestre, nous nous rendons à la nouvelle maison de culte, en cortège, avec à la tête de celui-ci un groupe de jeunes filles vêtues de blanc.  Les membres les plus âgés de la communauté emportent les rouleaux de Torah. Devant la porte principale de la nouvelle synagogue, l'architecte, M.. Levy remet la clef au… conseiller privé du gouverneur, M.. Frech… qui la remet au président de la communauté, M. Moritz Weill, qui alors ouvre le portail. Une foule nombreuse a assisté à cette cérémonie….

En quelques mots, pour résumer la fin des festivités d'inauguration: l'accompagnement chanté de la cérémonie de consécration est exécuté par un chœur mixte, composé principalement des membres de la chorale Apollonia et des chœurs de l'église évangélique et de l'église catholique. Le sermon du rabbin du district, Dr Mayer a porté sur le verset: « ma maison sera appelée une maison de prière, pour tous les peuples », qui non seulement orne, en lettres d'or, la nouvelle synagogue… au-dessus du saint des saints, mais aussi l'entrée de l'ancienne synagogue, dans l'arche de la porte… »
La nouvelle synagogue a été construite sur le Leopoldring, au sommet d'une petite colline. De style baroque, avec une forme asymétrique, et surmontée d'une tour octogonale couronnée d'un dôme recouvert de cuivre, le bâtiment est situé au milieu d'un grand espace, clôturé par une grille artistiquement travaillée. On accède au portail d'entrée, au centre de la façade principale, par un perron en grès rouge. Au-dessus du portail, un œil-de-bœuf lobé et sur le fronton, surmonté par les Tables de la Loi, gravées en lettres hébraïques dorées, se détachent les paroles du patriarche Jacob: « Que ce lieu est redoutable ! C’est ici la maison de Dieu, c’est ici la porte des cieux!». À gauche du portail une baie énorme à arc plein-cintre, incorpore au rez-de-chaussée, trois fenêtres rectangulaires et au premier étage trois hautes fenêtres épousant la forme de l'arc plein-cintre, toutes pourvues de verres colorés.
En pénétrant dans la synagogue, on aperçoit sur le mur est, dans un renfoncement au-dessus de l'estrade de l'autel en grès blanc sculpté, l'Arche Sainte couronnée des Tables de la Loi et éclairée par une lumière artificielle.  Au-dessus de l'Arche est inscrit en lettre d'or le verset: « Ma maison est une maison de prière où tous les peuples peuvent invoquer le nom de Dieu ». Devant l'autel se trouvent le pupitre de l'officiant et la Bimah, à gauche la chaise du Hazzan (chantre) et à côté une Menorah (chandelier à sept branches), don de la société Degler Söhne. 
Le rez-de-chaussée est réservé aux hommes, tandis que les galeries au premier étage, sur les deux côtés latéraux, sud et nord, sont destinées aux femmes. Une tribune pour la chorale et un orgue se trouvent sur la galerie ouest.
Quatre radiateurs à gaz, installés aux quatre coins de la salle, assurent le chauffage. La lumière du jour pénètre par la grande baie latérale et le soir la salle est éclairée par un lustre central à 24 brûleurs. 
La nouvelle synagogue possède 152 places pour les hommes, 106 pour les femmes, 26 pour le chœur et 38 réservés aux visiteurs, soit en tout 322 places
La construction est réalisée en grande partie par des entreprises de Rastatt. Seul le travail de la taille des pierres est entrepris par le maïtre-tailleur Albert Burrer de Maulbronn. La maison du rabbin est construite à côté de la synagogue. Le coût de construction de la synagogue et de la maison du rabbin est évalué à 108 000 marks.
La vieille synagogue est vendue en 1906 et transformée en maison d'habitation, toujours existante de nos jours. En 1982, l'arc de la porte est dégagé, mais l'inscription en hébreu qui s'y trouvait a été grattée, sans doute à l'époque nazie. Une plaque apposée sur la maison rappelle son histoire.
Dans la nuit du 5 novembre 1932, la synagogue est profanée et barbouillée de croix gammées et d'insultes obscènes.  
Lors de la nuit de Cristal du 9 au 10 novembre 1938, la synagogue est incendiée et réduite en cendre, et peu après, le génie militaire fait sauter les quelques ruines restantes. Lors de l'explosion, les pierres des fondations sont projetées sur les maisons avoisinantes, provoquant de sérieux dégâts, estimés à 500 marks, qui devront être remboursés. Le site de la synagogue est nivelé, et le 1er décembre 1938, les travaux de dégagement sont achevés.

## Après la Seconde Guerre mondiale
Des logements ont été construits sur le terrain où était bâtie la synagogue. 
Seule subsiste l'ancienne maison du Hazzan, sur laquelle une plaque commémorative a été apposée le 15 juillet 1964:
« HIER STAND DIE SYNAGOGE DER ISRAELITENGEMEINDE RASTATT. SIE WURDE AM 10 NOVEMBER 1938 UNTER DER HERRSCHAFT DER GEWALT UND DES UNRECHTS ZERSTÖRT.

(Ici s'élevait la synagogue de la communauté juive de Rastatt. Elle a été détruite le 10 novembre 1938 sous le règne de la force et de l'injustice. »
Dans cette maison, a été ouverte le 18 octobre 2010, une salle de documentation sur l'histoire des Juifs de Rastatt:     
« Avec la rénovation et l'ouverture de l'ancienne maison du Hazzan à Rastatt, la possibilité se présente pour la première fois, dans un bâtiment qui était autrefois connu comme la maison de l'enseignant et du chantre de la communauté juive, de donner un aperçu de la vie juive à Rastatt. En raison de l'espace limité (20 m2), le sujet a été limité à la période autour de 1900.

Le cœur de la présentation est une représentation topographique de Rastatt, où sont repérés les maisons et les immeubles des propriétaires juifs. Elle montre la présence et l'intégration de la communauté juive de Rastatt, qui a bien fonctionné jusque dans les années 1920.
 Cette salle de documentation sur l'histoire juive de Rastatt est rattachée au Musée municipal.de la ville. »